# Skalička (district de Přerov)
Pour les articles homonymes, voir Skalička.
Skalička (en allemand : Skalitschka) est une commune du district de Přerov, dans la région d'Olomouc, en République tchèque. Sa population s'élevait à 634 habitants en 2020.

## Géographie
Skalička se trouve à 5,5 km au sud-est du centre de Hranice, à 26 km au nord-est de Přerov, à 40 km à l'est-sud-est d'Olomouc et à 250 km à l'est-sud-est de Prague.
La commune est limitée par Černotín au nord, par Špičky au nord-est, par Zámrsky à l'est, par Dolní Těšice au sud, et par Horní Těšice et Ústí à l'ouest.

## Histoire
La première mention écrite de la localité date de 1328.

## Transports
Par la route, Skalička se trouve à 7 km de Hranice, à 15 km de Přerov, à 32 km de Zlín, à 40 km d'Olomouc et à 300 km de Prague.